# Liste der Biografien/Stul
Liste der Biografien |
Portal Biografien |
Personensuche
# |
A |
B |
C |
D |
E |
F |
G |
H |
I |
J |
K |
L |
M |
N |
O |
P |
Q |
R |
S |
T |
U |
V |
W |
X |
Y |
Z |
?
 
Sa |
Sb |
Sc |
Sd |
Se |
Sf |
Sg |
Sh |
Si |
Sj |
Sk |
Sl |
Sm |
Sn |
So |
Sp |
Sq |
Sr |
Ss |
St |
Su |
Sv |
Sw |
Sy |
Sz
 
Sta |
Ste |
Sth |
Sti |
Stj |
Stl |
Sto |
Str |
Sts |
Stt |
Stu |
Stv |
Stw |
Sty
 
Stua |
Stub |
Stuc |
Stud |
Stue |
Stuf |
Stug |
Stuh |
Stui |
Stuj |
Stuk |
Stul |
Stum |
Stun |
Stup |
Stur |
Stus |
Stut |
Stuu |
Stuv |
Stuw |
Stux |
Stuy
Die Liste der Biografien führt alle Personen auf, die in der deutschsprachigen Wikipedia einen Artikel haben. Dieses ist eine Teilliste mit 62 Einträgen von Personen, deren Namen mit den Buchstaben „Stul“ beginnt.

## Stul

### Stula
- Štūla, Sarmīte (* 1946), sowjetische Leichtathletin
- Stulac, George (* 1934), kanadischer Zehnkämpfer und Basketballspieler

### Stulb
- Stulberger, Heinrich (1902–1987), deutscher Kommunalpolitiker (Bayernpartei)

### Stulc
- Stulce, Mike (* 1969), US-amerikanischer Kugelstoßer und Olympiasieger
- Stülcken, Julius Caesar (1867–1925), deutscher Werftbesitzer und Bühnenautor

### Stule
- Stüler, Friedrich August (1800–1865), deutscher Architekt und preußischer BaubeamterFriedrich August Stüler (1800–1865)

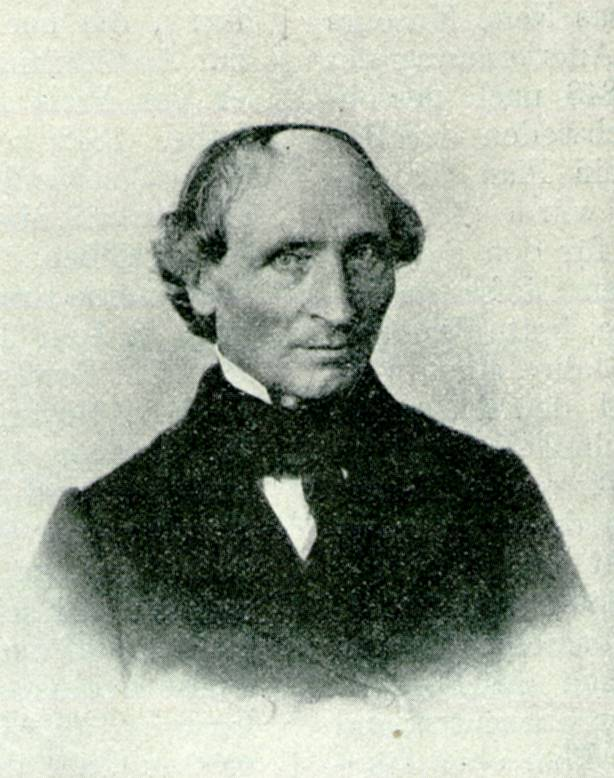
Friedrich August Stüler (1800–1865)

- Stüler, Gottfried Wilhelm (1798–1838), deutscher Mediziner und Homöopath
- Stuler, Peter, lutherischer Geistlicher
- Stüler, Philippine (1784–1862), deutsche Erzieherin

### Stulg
- Stulginskis, Aleksandras (1885–1969), litauischer Politiker, Präsident (1920–1926)

### Stuli
- Štulić, Branimir (* 1953), kroatischer Musiker
- Stulick, Matthäus Nikolaus († 1732), deutscher Musiker und Komponist der Barockzeit
- Stuligrosz, Michał (* 1950), polnischer Politiker, Mitglied des Sejm
- Stuligrosz, Stefan (1920–2012), polnischer Chordirigent, Komponist
- Stulin, Alan (* 1990), deutsch-polnischer Fußballspieler
- Stulin, Paulina (* 1985), deutsche ComiczeichnerinPaulina Stulin (* 1985)

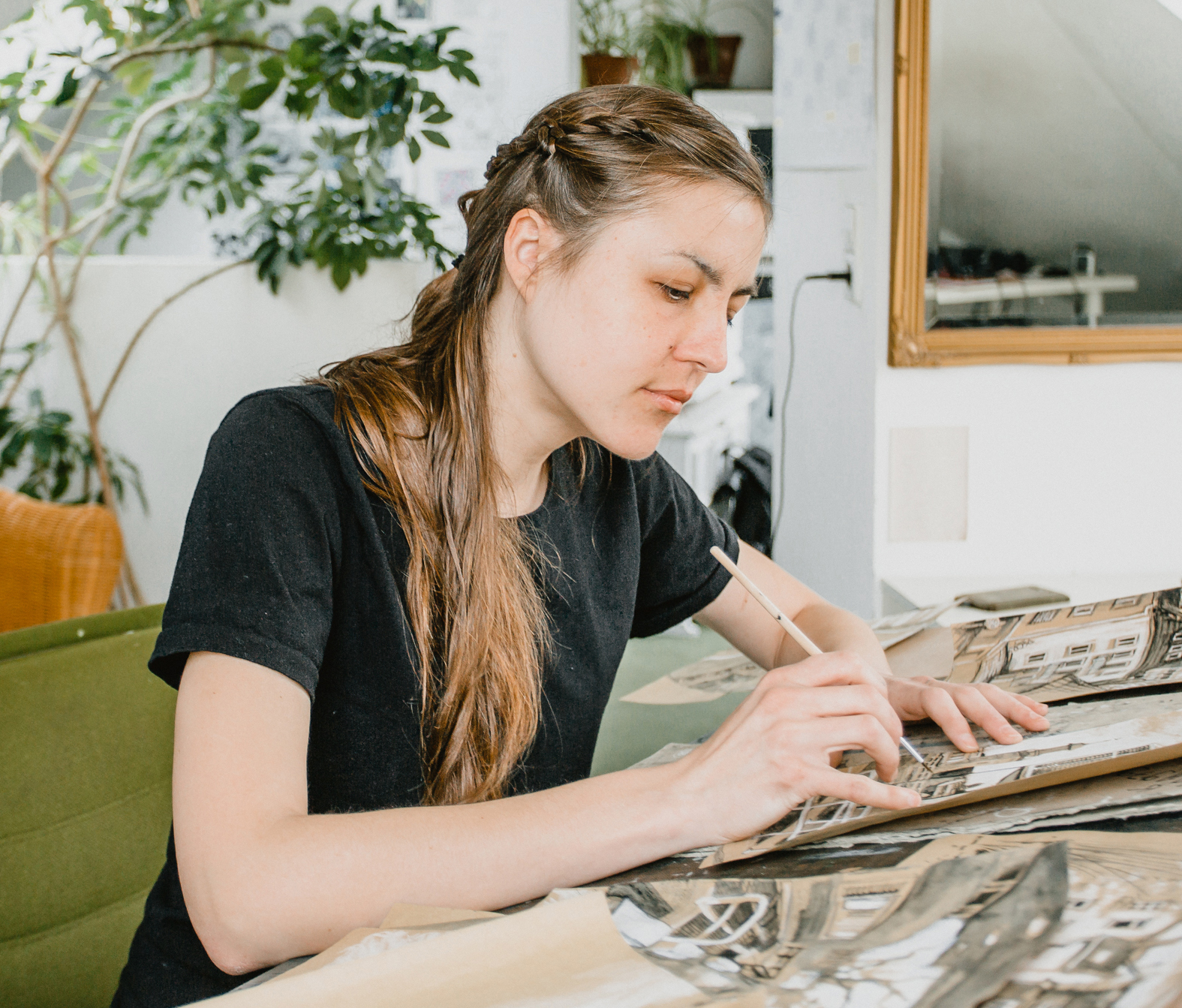
Paulina Stulin (* 1985)

### Stulk
- Stülke, Jörg (* 1964), deutscher Mikrobiologe
- Stułkowski, Szymon (* 1961), polnischer römisch-katholischer Geistlicher und Bischof von Płock

### Stull
- Stull, Bernhard (1865–1918), deutscher Geistlicher und Politiker
- Stull, Howard William (1876–1949), US-amerikanischer Politiker
- Stull, Karl (* 1891), österreichischer Bezirkshauptmann und deutscher Landrat
- Stull, Norbert (* 1942), luxemburgischer Schachspieler
- Stulle, Peter, deutscher Handballspieler
- Stuller, Jennifer K., US-amerikanische Schriftstellerin, Medienkritikerin und feministische Popkultur-Historikerin
- Stullich, Andrea (* 1965), deutsche Politikerin (CDU), MdL

### Stulm
- Stulmaker, Mort (1906–1988), US-amerikanischer Jazzmusiker

### Stuln
- Stulnewa, Olga Olegowna (* 1983), russische Sprinterin und Bobfahrerin

### Stulo
- Stulow, Jegor Semjonowitsch (1777–1823), russischer Bauer, Wolost-Ältester und Partisanenführer

### Stulp
- Stulpinienė, Ilona (* 1963), litauische Musikerin und Politikerin
- Stulpins, Viktors (* 1971), lettischer Geistlicher, Bischof von Liepāja
- Stülpnagel, Carl von (1788–1875), preußischer Verwaltungsjurist und Landrat
- Stülpnagel, Carl-Heinrich von (1886–1944), deutscher Offizier, General der Infanterie und WiderstandskämpferCarl-Heinrich von Stülpnagel (1886–1944)

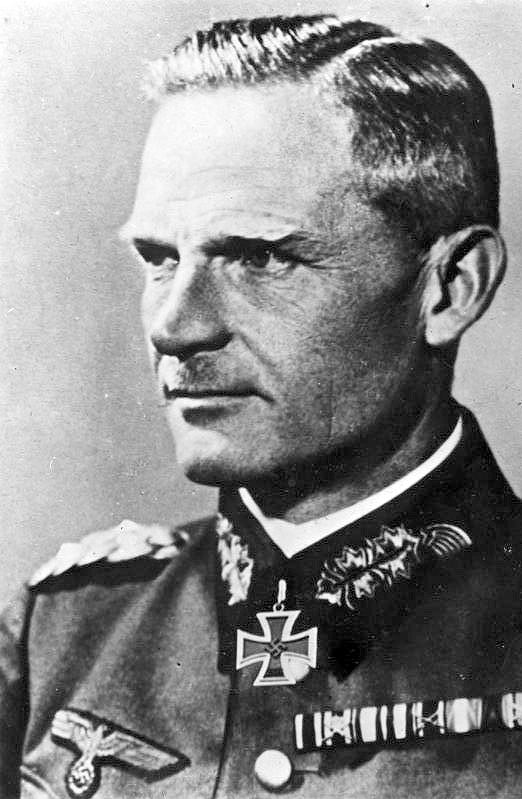
Carl-Heinrich von Stülpnagel (1886–1944)

- Stülpnagel, Edwin von (1876–1933), deutscher General der Infanterie
- Stülpnagel, Ferdinand von (1781–1839), preußischer Generalleutnant und Direktor im Allgemeinen Kriegsdepartement im Kriegsministerium
- Stülpnagel, Ferdinand von (1813–1885), preußischer General der Infanterie
- Stülpnagel, Ferdinand von (1842–1912), preußischer General der Infanterie
- Stülpnagel, Friedrich von (1847–1914), deutscher Gutsbesitzer; Kurator der Ritterakademie Brandenburg
- Stülpnagel, Friedrich von (1913–1996), deutscher Leichtathlet, Olympiamedaillengewinner und Oberst
- Stülpnagel, Georg von (1785–1862), preußischer Generalleutnant, zuletzt Kommandeur der 2. Division
- Stülpnagel, Hermann von (1839–1912), preußischer Generalleutnant
- Stülpnagel, Joachim von (1880–1968), deutscher General der Infanterie
- Stülpnagel, Johann Friedrich von (1786–1865), preußischer Offizier, Geograph und Kartograf
- Stülpnagel, Karl Bernhard von (1794–1875), preußischer Generalleutnant
- Stülpnagel, Karl Heinrich von (* 1960), deutscher Restaurator und Möbelhistoriker
- Stülpnagel, Otto von (1878–1948), deutscher General der Infanterie im Zweiten Weltkrieg
- Stülpnagel, Paul Joachim von (* 1927), deutscher Botschafter
- Stülpnagel, Rudolf von (1831–1900), deutscher Verwaltungsjurist, Rittergutsbesitzer und Parlamentarier
- Stülpner, Karl (1762–1841), erzgebirgischer VolksheldKarl Stülpner (1762–1841)

Karl Stülpner (1762–1841)

- Stülpner, Max (1882–1959), deutscher Politiker (NSDAP), MdR, MdL

### Stuls
- Štūls, Voldemārs (1912–1960), lettischer Fußball- und Bandyspieler

### Stult
- Stülten, Wilhelm (1902–1972), deutscher Politiker (DP, CDU), MdL
- Stultiens, Sabrina (* 1993), niederländische Radsportlerin
- Stults, Geoff (* 1977), US-amerikanischer Schauspieler und Produzent
- Stults, George (* 1975), US-amerikanischer Filmschauspieler und Fotomodell
- Stultz, Wilmer (1900–1929), amerikanischer Pilot und Kriegsveteran

### Stulz
- Stulz von Ortenberg, Johann Georg (1771–1832), Schneider, Kaufmann und Wohltäter
- Stülz, Jodocus (1799–1872), österreichischer Geistlicher, Propst des Augustiner Chorherrenstiftes St. Florian, Historiker und Politiker, Landtagsabgeordneter
- Stulz, Michi (* 1977), Schweizer Jazzmusiker
- Stulz, Percy (1928–2018), deutscher Historiker und Hochschullehrer
- Stulz, René (* 1952), Schweizer Wirtschaftswissenschaftler und Hochschullehrer
- Stulz, Sascha (* 1988), Schweizer Fussballtorhüter
- Stülzer, Margaretha (1563–1625), Äbtissin von Lichtenthal